# Leila Sobral
Leila Sobral, född den 22 november 1974 i Sao Paulo, Brasilien, är en brasiliansk basketspelare som var med och tog OS-silver 1996 i Atlanta. Detta var första gången Brasilien tog en medalj i damklassen vid de olympiska baskettävlingarna. 1994 vann hon basket-VM i Sydney.